# Herb Aragonii

Herb Aragonii

Herb Aragonii ma postać tarczy heraldycznej, podzielonej na cztery części, na której znajduje się korona.
W poszczególnych polach tarczy umieszczono: 
- Herb legendarnego królestwa Sobrarbe, z którego rozwinęła się obecna Aragonia (1),
- biały krzyż Inigo Aristy (2),
- Herb Aragonii z XIV wieku (3),
- właściwy herb Aragonii (4) w polu złotym cztery pręgi czerwone.

Jako herb wspólnoty autonomicznej przyjęty został 16 kwietnia 1984 roku.